# Tabellenziffern

Tabellenziffern (oben) im Gegensatz zu proportional gesetzten Ziffern (unten)

Tabellenziffern zeichnen sich durch eine einheitliche Dickte – in der Regel ein Halbgeviert – (oder die Möglichkeit, sie dicktengleich zu gestalten) und einheitliche Vor- und Nachbreite (Fleisch) aus. Es handelt sich bei ihnen also um dicktengleiche (äquidistante) Zahlzeichen-Darstellungen. Dadurch sind sie für Tabellen, in denen Zahlen rechtsbündig untereinander stehen sollen, besser geeignet. Problematisch ist hierbei vor allem die Ziffer 1, da sie deutlich weniger Platz braucht, aber auch dieselbe Breite wie die restlichen Ziffern verwendet. Die englische Bezeichnung ist Tabular Figures.
Tabellenziffern können sowohl Mediävalziffern als auch Versalziffern sein, wenngleich Letzteres heute weitaus üblicher ist.

## Halbgeviertziffern
Halbgeviertziffern haben in der Breite eine räumliche Ausdehnung von einem halben Geviert (beträgt die Schriftgröße 10 pt, hat die Ziffer also eine Dickte von 5 pt). Aufgrund der festen Breite jedes Zeichens (nichtproportionale Schriftart) und damit der besseren Übersichtlichkeit werden sie vor allem zum Satz von Zahlenkolonnen oder bei Tabellen mit Zahlenreihen verwendet.

## Umsetzung in Computersystemen

### Schreibmaschine
Der einfachste und robusteste Weg ist die Wahl einer dicktengleichen Schriftart, auch als nichtproportionale Schrift bezeichnet; das ist regelmäßig eine Schreibmaschinenschrift. Erreichen lässt sich dies durch Auswahl einer geeigneten Schriftart, etwa Courier New, oder in HTML durch
- <span style="font-family:monospace, monospace;">0123456789</span> (aufgrund eines Darstellungsfehlers in Webbrowsern ein zweites Mal monospace) oder schlicht
- <tt>0123456789</tt>, was aber seit HTML5 veraltet ist und nicht mehr verwendet werden sollte (siehe Hilfe:Tags#tt).

Die Ziffern haben dabei einfache ASCII-Codierung (U+0030–U+0039).

### Unicode
Die Eigenschaft „Tabellenziffer“ wird in Unicode mit dem Ausdruck MATHEMATICAL MONOSPACE DIGIT bezeichnet. Im Unicodeblock Mathematische alphanumerische Symbole sind an den Positionen 1D7F6–1D7FF die Ziffern 0–9 definiert.
Will man diese Daten mit Copy&Paste in eine Berechnungsformel (etwa zur Tabellenkalkulation) übertragen, können sie üblicherweise nicht interpretiert werden – es werden ASCII-Kodierungen erwartet.
Im Unicodeblock Halbbreite und vollbreite Formen gibt es eine weitere Spielart. Hier werden unter anderem westliche Ziffern in halber und ganzer Breite angeboten – dies dient jedoch der Einbettung zwischen asiatischen Schriftzeichen und nimmt deren Stil und Breite auf. Auf europäischen Rechnern sind Schriftarten mit diesen Kodierungen nicht zu erwarten, von der Verwendung ist abzusehen.

### Schriftarten
Nach dem englischen Tabular Figures werden geeignete Schriftschnitte in der Regel durch die Abkürzung TF gekennzeichnet, entsprechende OpenType-Schriften enthalten die verschiedenen Ziffernformen. Dabei ist zu unterscheiden zwischen Fonts, die an den ASCII-Positionen 30–39 entsprechend gestaltete Ziffern enthalten, und solchen, bei denen sie sich an den Stellen 1D7F6–1D7FF befinden, während bei 30–39 die üblichen Proportionalziffern stehen.

### Kompatibilität
Auf dem eigenen System ist die Nutzung unproblematisch. Soll jedoch ein Dokument woanders dargestellt werden, muss davon ausgegangen werden, dass dort Fonts und Kodierungen nicht definiert sind, die Zahlen daher nicht gelesen werden können.
- In PDF-Dokumente sind die Fonts einzubetten.
- Für Webseiten ist die typografische Tabellenziffer ungeeignet; die Kodierungen 1D7F6–1D7FF werden beim unbekannten Leser regelmäßig unlesbar sein. Hier sollte unbedingt auf Schreibmaschinenschrift zurückgegriffen werden.

### Ziffernbreiter Strich
In den Kontext der Tabellenziffern gehört der figure dash, U+2012. In der deutschsprachigen Typografie ist er nur in dem hier beschriebenen Zusammenhang dicktengleicher Zahlendarstellung zulässig; im angloamerikanischen Bereich wird er etwa auch bei der Notation von Telefonnummern benutzt.
Ferner gibt es einen ziffernbreiten Leerraum, U+2007 (figure space), der zu den geschützten Leerzeichen gehört.
Damit lässt sich im Kontext von Tabellen eine dicktengleiche Anordnung der Ziffern erreichen; Punkt und Komma fehlen allerdings.

## Weblink
- Qual der Zahl: Mediäval oder Versal – OSF, LF, TF? (Fontblog); basiert auf Oldstyle Figures, Lining Figures, and Tabular Figures Explained (Memento vom 3. August 2017 im Internet Archive) (englisch)